# محمد سلیم افندی
شاهزاده محمد سلیم افندی ( به عثمانی : Şehzade Mehmed Selim Efendi، ترکی امروزی : şehzade Mehmed Selim Efendi) شاهزاده عثمانی و پسر ارشد سلطان عبدالحمید دوم از همسر سومش، بدر فلک قادین است. 

## زندگی شخصی و سیاسی
وی در سال 1870 میلادی در کاخ دولما باغچه در شهر استانبول ترکیه در زمان حکومت پدرش خلیفه عبدالحمید دوم به دنیا آمد.  او یک پسر به نام محمد عبدالکریم افندی و یک دختر به نام آمنه نمیکا اسین دارد. 
بعد از انحلال امپراتوری عثمانی و تأسیس جمهوری ترکیه، وی به خارج از کشور به ویژه شهر جونیه تبعید شد و تا زمان مرگش در سال 1937 میلادی در آنجا ماند و جسدش را را درمسجد سلطان سلیم به خاک سپردند. مسجدی در شهر دمشق پایتخت سوریه .  

## افتخارات[۵]
- نشان خاندان عثمان، نگین دار[۶][۷]
- نشان افتخار، نگین دار[۸][۹]
- نشان امتیاز، نگین دار[۱۰][۱۱]
- حکم عثمانیه، نگین دار [۱۲][۱۳]
- نشان مجیدی، نگین دار[۱۴][۱۵]
- مدال امتیاز، نقره[۱۶][۱۷][۱۸]
- مدال امتیاز، طلا[۱۹][۲۰][۲۱]
- مدال جنگ لیکات، طلا[۲۲][۲۳]
- مدال لیکات، طلا[۲۴]
- مدال راه آهن حجاز، طلا[۲۵][۲۶][۲۷]
- مدال جنگ یونان، طلا [۲۸][۲۹][۳۰]
- مدال برجسته نیروی دریایی، طلا [۳۱][۳۲]

افتخارات خارجی
 اتریش-مجارستان: صلیب بزرگ نشان لئوپولد، 6 ژوئن 1918

## منصب های نظامی[۳۴]

###### درجات نظامی و انتصابات ارتش
سرتیپ هنگ پیاده ارتش عثمانی
ژنرال هنگ پیاده نظام، ارتش عثمانی
بعد از انحلال امپراتوری عثمانی و تأسیس جمهوری ترکیه، وی به خارج از کشور به ویژه شهر جونیه تبعید شد و تا زمان مرگش در سال ۱۹۳۷ میلادی در آنجا ماند و جسدش را را درمسجد سلطان سلیم به خاک سپردند. مسجدی در شهر دمشق پایتخت سوریه.